# Ignacio María del Castillo

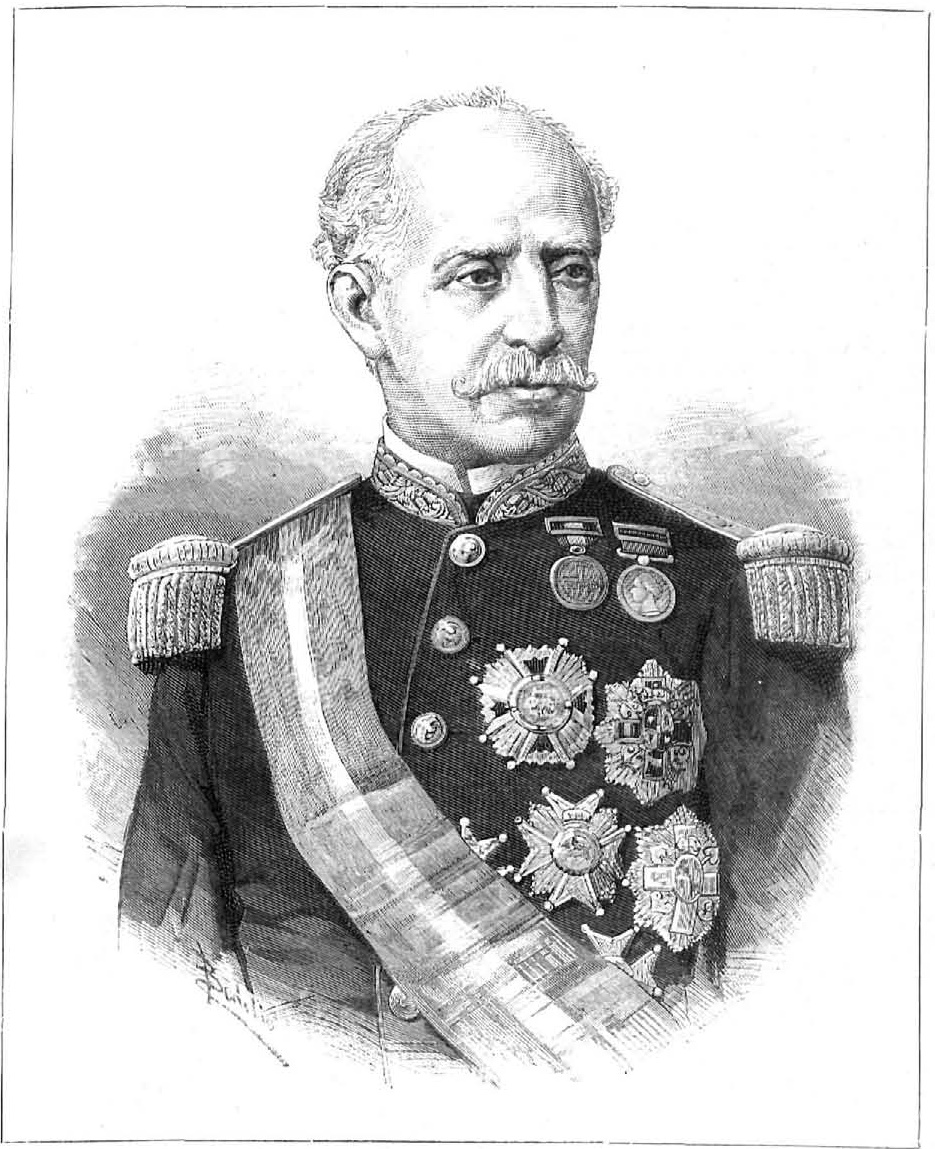
Ignacio María del Castillo, ministro de la Guerra, dibujo de Félix Badillo. La Ilustración Española y Americana, 15 de noviembre de 1886.

Ignacio María del Castillo y Gil de la Torre (Jalapa, 1817-Madrid, 1893) fue un militar y político español. Como militar luchó en la tercera guerra carlista y como político fue senador por la provincia de Vizcaya en 1876, 1886 y 1887, gobernador de Cuba (1883-84) y ministro de la Guerra (1886-87) durante la Restauración borbónica en España. El 17 de septiembre de 1887, la reina regente María Cristina de Habsburgo-Lorena le concedió el título nobiliario de conde de Bilbao, con Grandeza de España.

## Infancia y formación
Ignacio María del Castillo nació en Jalapa, actualmente estado de Veracruz de Ignacio de la Llave (México), el 9 de febrero de 1817, o el 31 de julio del mismo año, según La Ilustración Española y Americana del 15 de noviembre de 1886. Hijo de Joaquín Castillo, cántabro, gobernador militar y político de Jalapa, y de la veracruzana Manuela Gil de la Torre.

## Miembro del Arma de Ingenieros
En septiembre de 1835 ingresó como soldado alumno en la Real Academia de Ingenieros y ya en 1836 participó con la compañía de alumnos en la defensa de Guadalajara durante la primera guerra carlista. Concluidos los estudios, en 1838, fue destinado al ejército del Norte con empleo de teniente. Tomó parte activa en la batalla de Ramales y el sitio de Guardamino entre otros episodios de la primera guerra carlista a las órdenes de Baldomero Espartero.
Concluida la guerra fue brevemente profesor ayudante de la Academia de Ingenieros y ascendido a capitán. Pasó luego por diversos destinos y empleos (Pamplona, Lérida) antes de formar parte de la expedición militar a Portugal que encabezó el general Concha en 1847 y que derrotó al Septembrismo, restableciendo en el gobierno a la reina María II de Portugal.
Condecorado por su participación en esta expedición con la cruz de 1.ª clase de la Orden de San Fernando y la de caballero de la Orden de Cristo en Portugal, en 1848 pasó a Madrid con grado de teniente coronel. Al mando del regimiento de ingenieros acantonado en Aranjuez tuvo una destacada intervención, dando soporte al gobierno de Leopoldo O'Donnell, en los sucesos del 22 de junio de 1866, por lo que fue recompensado con el ascenso al empleo de brigadier. Como jefe militar del regimiento de guarnición en Madrid y los Reales Sitios, escoltó al frente del primer batallón a la familia real en el verano de 1868 para pasar de las vacaciones en el País Vasco y, tras la revolución de 1868 acompañó a la reina a Hendaya, volviendo luego a Madrid.

## Tercera guerra carlista y sitio de Bilbao
En octubre de 1868 con empleo de brigadier director del cuerpo fue destinado a Aragón donde intervino en la represión de la sublevación republicana de 1869 en Zaragoza. Al estallar la tercera guerra carlista fue destinado al Ejército del Norte como comandante general de Ingenieros. Por los méritos adquirido en la comandancia militar de Guipúzcoa fue promovido a mariscal de campo. En octubre de 1873, siendo Emilio Castelar presidente del poder ejecutivo de la Primera República, fue nombrado comandante general de Vizcaya y gobernador militar de la plaza de Bilbao, encargándose de su defensa durante el sitio al que la sometieron las fuerzas carlistas. Esta defensa se prolongó desde el 27 de diciembre de 1873 hasta el 2 de mayo de 1874. Como recompensa por estos hechos de armas fue ascendido a teniente general, pasando a dirigir las capitanías generales de Granada primero y de Valencia antes de finalizar el año.

## Diferentes cargos, Gobernador de Cuba
Renunció a la capitanía general de Valencia tras el pronunciamiento de Sagunto, pese a su monarquismo, por su oposición a cualquier forma de sublevación. Entre 1876 y 1877 fue senador en Madrid, representando a la provincia de Vizcaya, donde había obtenido gran popularidad en los medios liberales por su participación en la defensa de Bilbao. Elegido de nuevo senador por la misma provincia en 1886, en marzo de 1887 renunció al cargo y unos días después, sin haber llegado a tomar posesión, renunció también al cargo de senador vitalicio, para el que había sido nombrado en febrero.
De 1877 a enero de 1882 fue capitán general de Aragón; de Madrid luego y de Cuba en la primavera de 1883, cargo que ocupó poco más de un año por motivos de salud.

## Ministro
En octubre de 1886 fue nombrado ministro de la Guerra en un gabinete presidido por Sagasta del Partido Liberal, ocupando el cargo hasta el 9 de marzo de 1887 cuando renunció al mismo a la vez que renunciaba al cargo de senador por motivos de salud. Durante unos días en el mes de febrero desempeñó también la cartera de Marina interinamente.
Durante su mandato se dedicó de lleno a la reorganización del ejército y de la administración militar. Su principal reforma consistió en la supresión del empleo de sargento primero, ya que consideraba que los sargentos primeros solían ser el principal instrumento de las sublevaciones militares.
Una vez abandonado su cargo se le concedió el título nobiliario de Conde de Bilbao (4-4-1887) y fue nombrado comandante general del Real Cuerpo de Alabarderos (29-4-1887).
El 11 de febrero de 1889 cesa como comandante general de los Alabarderos y pasa a la reserva del estado mayor del ejército.
Murió en 1893 en Madrid y sus restos fueron trasladados a un panteón situado en Bilbao, donde estaban enterrados los que murieron defendiendo la villa en la tercera guerra carlista.
Hay una calle en su honor en el barrio de San Francisco-Las Cortes de Bilbao (calle General Castillo).